# بیرام دی. آواری
بیرام دی. آواری (انگلیسی: Byram D. Avari؛ زادهٔ ۱۹۴۲) کارآفرین، هتل‌دار و قایقران قایق بادبانی اهل پاکستان است.